# Gao Dezhan
Gao Dezhan (chinesisch 高德占; * 1932 in Qixia, Shandong) ist ein ehemaliger chinesischer Politiker der Kommunistischen Partei Chinas (KPCh), der unter anderem zwischen 1985 und 1987 Liste der Gouverneur von Jilin, von 1987 bis 1993 Minister für Forstwirtschaft sowie zwischen 1993 und 1997 Sekretär des Parteikomitees von Tianjin war.

## Leben
Gao Dezhan, der 1950 Mitglied der Kommunistischen Partei Chinas (KPCh) wurde, absolvierte ein Studium an der Abteilung für Chemieindustrie des Ingenieurinstituts Dalian und schloss dieses 1954 ab. Im Anschluss nahm er eine berufliche Tätigkeit als Ingenieur in der Chinesischen Zuckerraffinerie auf und war dort später Leitender Ingenieur sowie Direktor der Technischen Abteilung. Zu Beginn der 1960er Jahre wechselte er in die Volksregierung der Provinz Jilin und war zwischen 1961 und 1976 erst stellvertretender Chefingenieur sowie zuletzt stellvertretender Direktor des Amtes für Petrochemie der Provinzregierung. Später fungierte er zwischen 1980 und 1981 als Direktor des Wirtschaftskomitees der Provinz. Auf dem XII. Parteitag der Kommunistischen Partei Chinas wurde er 1982 Kandidat des Zentralkomitees (ZK) der Kommunistischen Partei Chinas und 1987 auf dem XIII. Parteitag als solcher bestätigt. Nachdem er zwischen 1983 und 1985 Vizegouverneur der Provinz Jilin und stellvertretender Sekretär des Parteikomitees von Jilin war, löste er im Mai 1985 Zhao Xiu als Liste der Gouverneur von Jilin ab. Diesen Posten bekleidete er bis Juni 1987 und wurde daraufhin von He Zhukang abgelöst.
Am 23. Juni 1987 wurde Gao Dezhan Nachfolger von Yang Zhong Direktor der Staatlichen Forstverwaltung und damit Minister für Forstwirtschaft im Staatsrat der Volksrepublik China. Er hatte diesen Posten bis zum 29. März 1993 inne, woraufhin Xu Youfang seine Nachfolge antrat. Er war ferner stellvertretender Direktor des Nationalen Begrünungskomitees und wurde 1992 auf dem XIV. Parteitag Mitglied des ZK der KPCh, dem er bis zum XV. Parteitag 1997 angehörte. Als Nachfolger von Nie Bichu, der im Februar 1993 Tan Shaowen abgelöst hatte, wurde er im März 1993 Sekretär des Parteikomitees  von Tianjin. 1993 wurde ihm der Goldene Sonderpreis für chinesische Ökologisierungswissenschaft und -technologie verliehen. 1993 wurde er in der achten Legislaturperiode Deputierter des Nationalen Volkskongresses und er war 1997 Delegierter auf dem XV. Parteitag. Zuletzt war er zwischen 1998 und 2003 während der neunten Legislaturperiode Mitglied des Ständigen Ausschusses des Nationalen Volkskongresses sowie zugleich Vorsitzender des Ausschusses für Landwirtschaft und ländliche Angelegenheiten.